# Alla Baianova
Alla Baianova (născută Levițchi; n. 18 mai 1914, Chișinău, Basarabia – d. 30 august 2011, Moscova, Rusia) a fost o interpretă de romanțe și de estradă moldoveancă, stabilită către sfârșitul vieții în Rusia.

## Biografie
S-a născut în familia interpretului de operă Nicolae Levițchi și a balerinei Evghenia Skorodinskaia, fiica generalului Aleksandr Skorodinskii.
A făcut studii muzicale de canto la profesorul Sigismund Zalevschi în anii 1934–1939.
A debutat alături de tatăl său în cafeneaua Armenonville din Cannes la vârsta de 13 ani (după alte surse, debutează în restaurantul caucazian Kazbek din Paris). Din 1930 până în 1937 a cântat la numeroase restaurante din Chișinău, după care a lucrat la Teatrul Alhambra din București. A continuat să cânte în localurile bucureștene până în 1964. A avut turnee în mai multe țări ale lumii, printre care Franța, Germania, Iugoslavia, Grecia, Israel, Polonia, Uniunea Sovietică. În 1989, se mută cu traiul la Moscova, într-un apartament modest din Arbat. În Moscova, deși era la o vârstă înaintată, continuă să cânte la concerte și colaborează cu interpreți locali celebri, ca David Așkenazi, Viktor Friedman, Mihail Aptekman. A făcut parte din juriul concursului rusesc de romanțe „Romansiada”. La 18 mai 2009, a susținut un concert jubiliar în Opereta din Moscova, cu ocazia împlinirii a 95 de ani.
Alla Baianova s-a stins din viață la 30 august 2011 într-un spital din Moscova, fiind răpusă de leucemie. Înmormântarea artistei a avut loc la 2 septembrie, în Cimitirul Novodevicie din capitala Rusiei.

### Viață personală
Alla Baianova s-a căsătorit de trei ori. Primul soț a fost George Ipsilanti (1906–1994), conducător artistic al ansamblului Piotr Leșcenko. Au divorțat înainte de 1942. Al doilea soț a fost Ștefan Șendrea (1910–1953), un filantrop român, victimă a represaliilor comuniste din anii 1940. A treia căsătorie a fost fictivă, înregistrată doar pentru a putea emigra în Uniunea Sovietică. Alla Baianova nu a avut copii.

## Premii
Pentru activitatea sa pe scena rusească, Alla Baianova a primit următoarele distincții:
- Artistă emerită a Federației Ruse⁠(ru)[traduceți] (1993) pentru merite în domeniul muzicii[19]
- Artistă a poporului din Federația Rusă⁠(ru)[traduceți] (1999) pentru merite deosebite în domeniul artelor[20]

## Filmografie
- 1936: Dodek na froncie — solistă într-un ansamblu de țigani
- 1979: Falansterul
- 1990: Захочу – полюблю (O să te iubesc când o să vreau) — cântăreață în restaurant
- 2006: Капитанские дети (Copiii căpitanului), episodul 10 — cameo

## Gallery

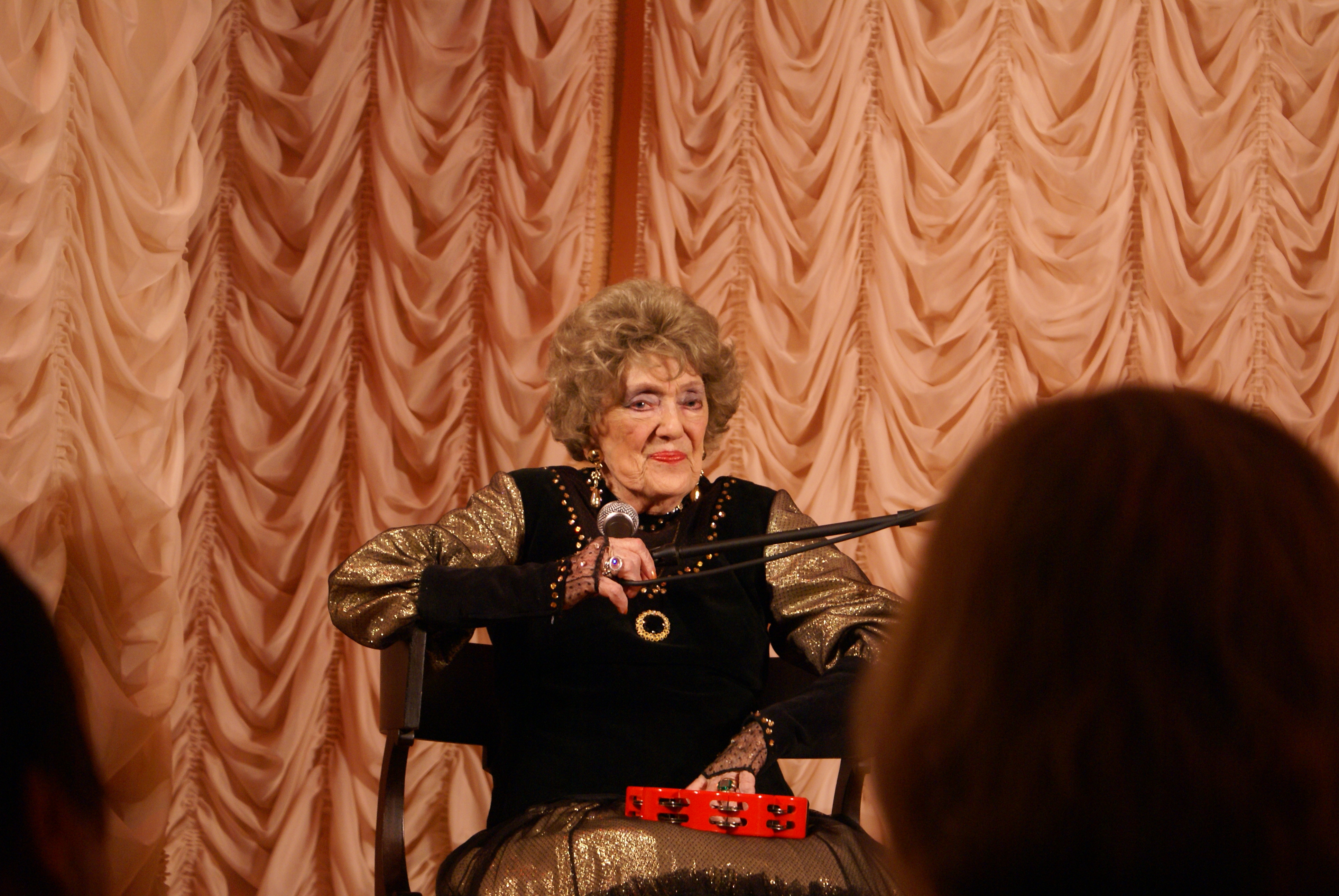
Alla Bayanova, 2007
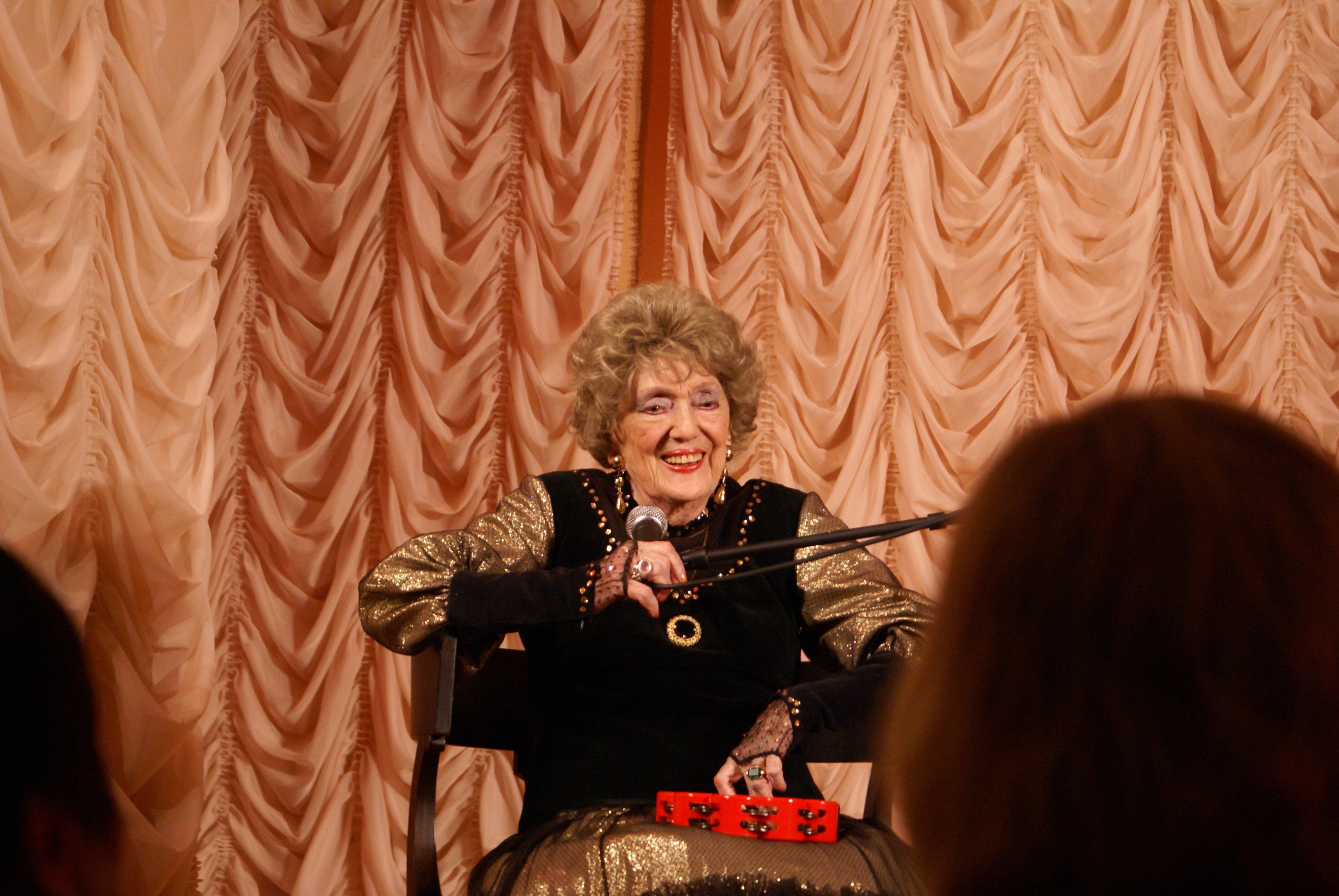
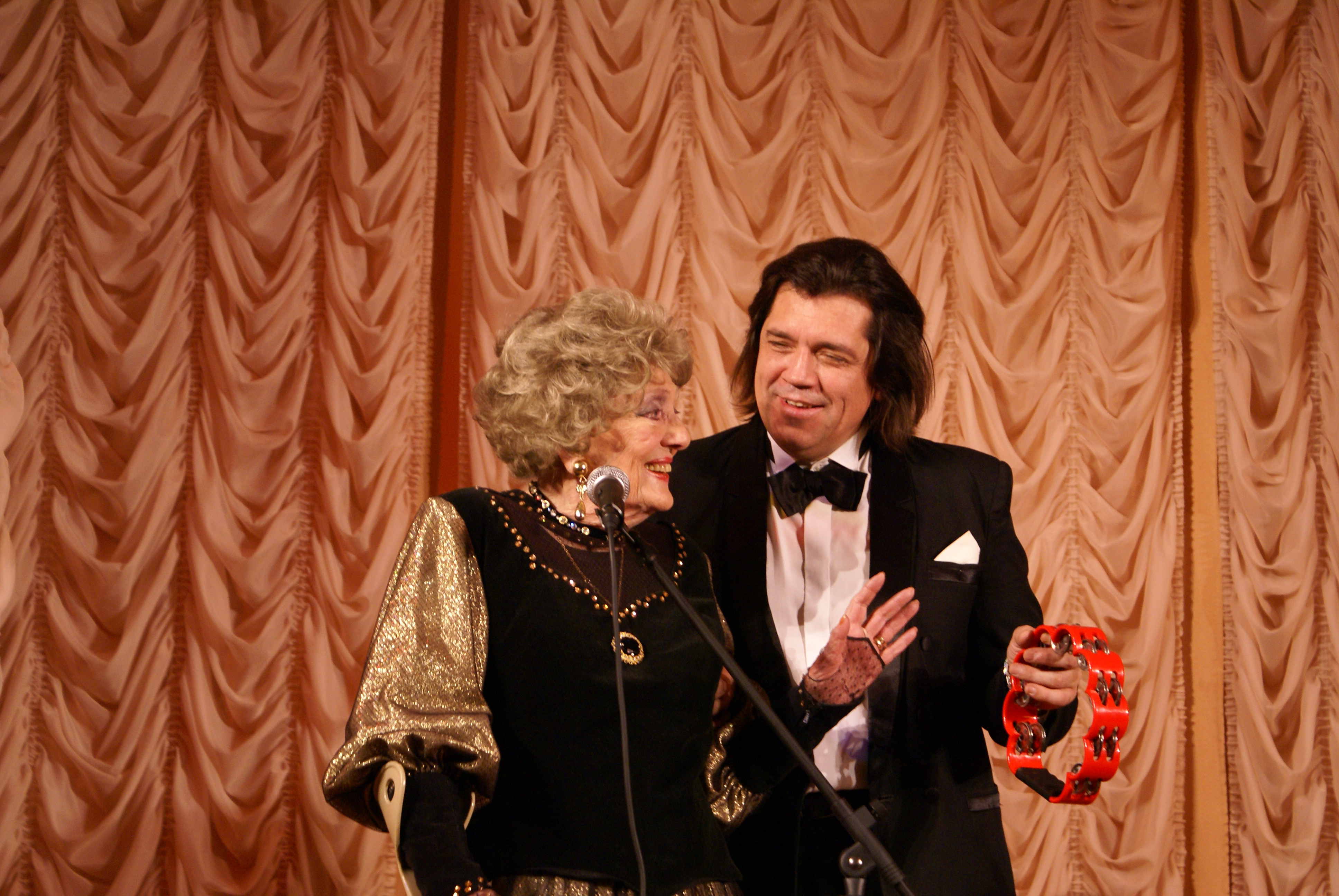
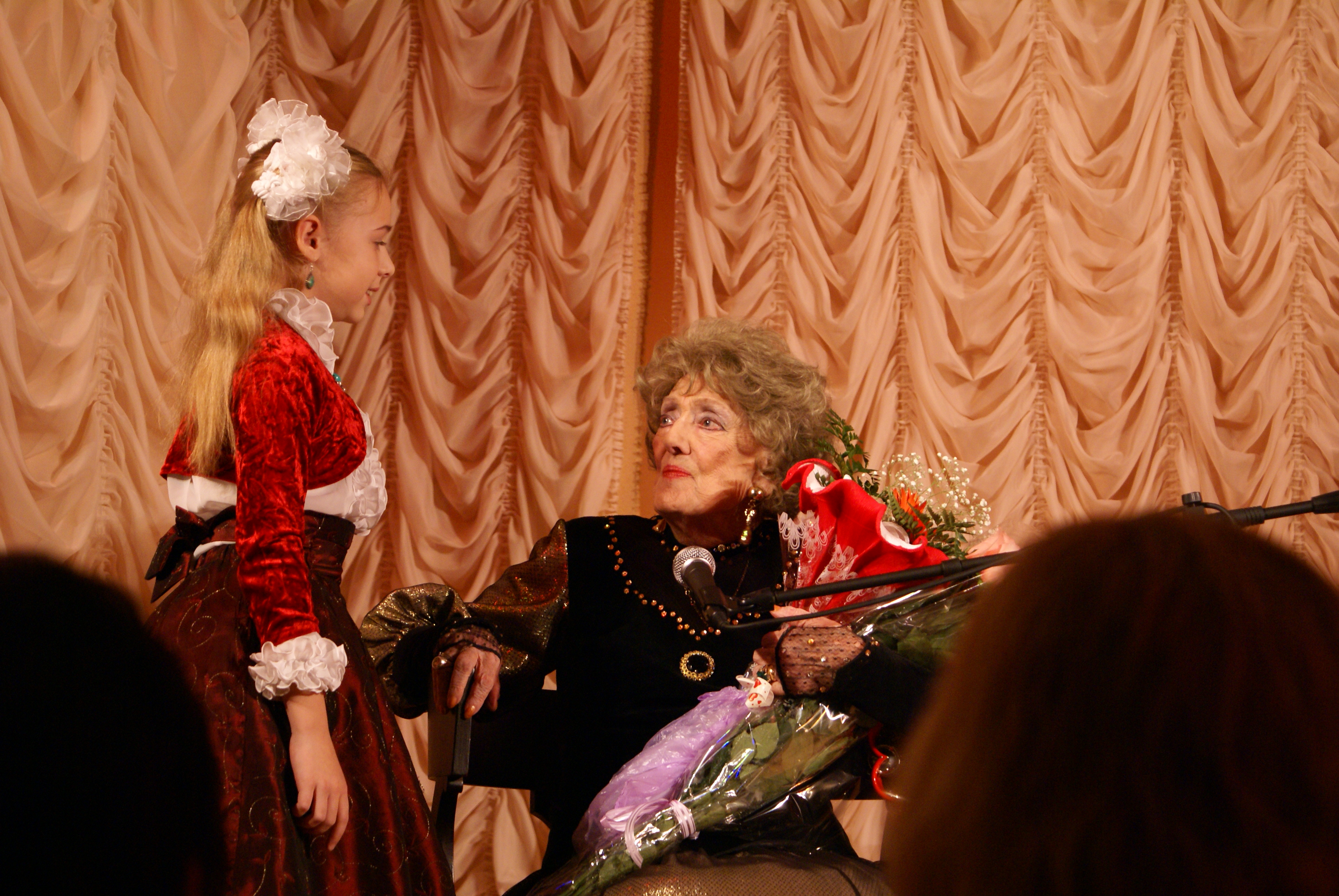